# Conseil ouvrier
Les conseils ouvriers, ou conseils de travailleurs sont des assemblées d'ouvriers fonctionnant selon les principes de la démocratie directe et s'organisant en pouvoir insurrectionnel.
Les conseils ouvriers fonctionnent selon les principes de la démocratie directe. Ils peuvent rassembler l'ensemble des travailleurs dans des assemblées de base. Si ces conseils comportent des élus, alors ces assemblées sont mandatés via un mandat impératif, doivent rendre compte de leurs activités devant l'assemblée, et sont révocables à tout moment par l'assemblée.
Des courants politiques, tel que le conseillisme, se revendiquent du mouvement des conseils ouvriers (car perçus comme des moyens pour mener une révolution socialiste et démocratique).

## Histoire, expériences et tentatives

### Prémices de l'autogestion et du contrôle démocratique ouvrier: l'expérience de la Commune de Paris (1871)
La Commune annonce les prémices de l'autogestion. Dans les entreprises, un conseil de direction est élu tous les 15 jours par l'atelier et un ouvrier est chargé de transmettre les réclamations.
Le Conseil de la Commune, issu d'un mouvement populaire, se préoccupe d'améliorer la condition des prolétaires. La Commune entend réaliser l'aspiration du mouvement ouvrier français du XIXe siècle : « l'émancipation des travailleurs par les travailleurs eux-mêmes » (mot d'ordre de l'Association internationale des travailleurs dès 1864).

### Russie
Les premiers conseils ouvriers (ou soviets) apparaissent en Russie au cours de la révolution de 1905, mais leur origine remonte au vétché, un terme qui est synonyme de soviet dans l'ancienne Russie, et qui « correspondait à une sorte de diète, organe principal de la puissance politique de la cité ».
En février 1917, la reformation des soviets et des comités d'usine aboutit au renversement du régime tsariste. Mais les soviets n’exerceront jamais réellement le pouvoir : de février à octobre 1917, le pouvoir est détenu par un « gouvernement provisoire » dirigé par Kerensky. Le mot d'ordre défendu par les bolcheviks est alors : « Tout le pouvoir aux soviets ! ». À partir d'octobre 1917, le pouvoir est détenu par des « commissaires du peuple » dirigés par Lénine.

### Allemagne

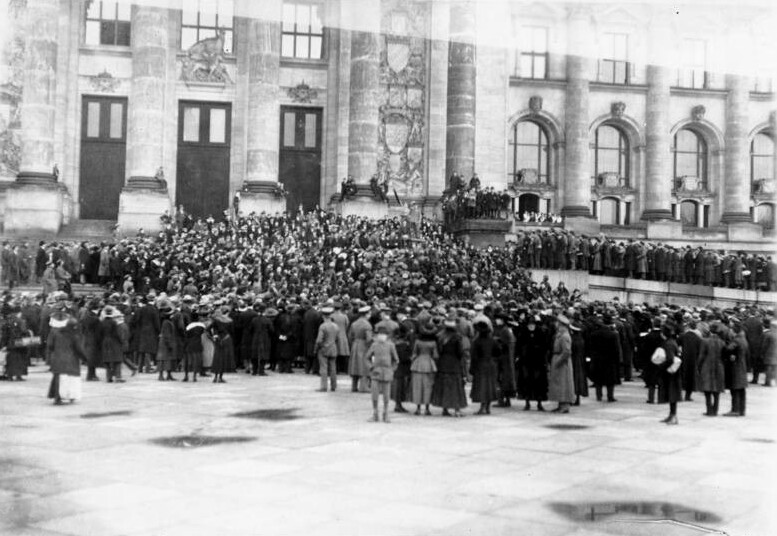
Discours d'un membre du conseil ouvrier de Berlin devant le Reichstag (novembre 1918).

Les conseils d'ouvriers et de soldats apparaissent aussi en Allemagne lors des mutineries de Kiel, qui conduisent à la révolution allemande de novembre 1918. Ils conduisent l'armée à signer un armistice avec la France. Les conseils ouvriers d'Allemagne sont réduits en janvier puis en mars 1919. Ils apparaissent au même moment en Alsace, Hongrie — lors de l'épisode de la République des conseils de Hongrie — et en Italie en 1920. Ces diverses insurrections ne durent que quelques semaines ou quelques mois et sont rapidement anéanties. En 1921, les marins de Kronstadt se révoltent contre le pouvoir bolchevik pour défendre celui des soviets : ils sont écrasés par la répression.
On voit plus tard réapparaître des conseils ouvriers en Hongrie en 1956 (contre le pouvoir stalinien de la République populaire de Hongrie, lors de l'insurrection de Budapest), en France en mai 1968, ainsi qu'à nouveau en Italie en 1969.
À partir de 1968, le terme de « conseils ouvriers » commence à être remplacé par celui d'« assemblées ouvrières », puis d'« assemblées générales ». À partir de 1973, on parle en Italie d'« assemblées autonomes », dans le sens où ces assemblées ne sont pas contrôlées par les syndicats. Les assemblées autonomes subsistent en Italie jusqu'en 1979 : elles regroupent toutes sortes de travailleurs, mais aussi des chômeurs et des étudiants.
En France, c'est le terme de « coordinations » qui est utilisé en 1986 pour désigner les assemblées de cheminots et d'infirmières en grève. Mais contrairement aux conseils ouvriers du début du siècle, ces assemblées de travailleurs ne prennent pas une forme insurrectionnelle. L'Assemblée générale est seulement considérée comme une forme d'organisation. Il en est de même pour les assemblées de grévistes qui se sont constituées en 1995. Parfois contrôlées par les syndicats, ces assemblées se sont limitées à un cadre purement revendicatif.

### Le projet Cybersyn au Chili: des conseils ouvriers coordonnés par la cybernétique
Le projet Cybersyn a été un projet cyber-socialiste au Chili qui visait à créer une économie planifiée contrôlée par un système temps réel durant les années 1970–1973 (sous le gouvernement du président Salvador Allende). Il s'agissait essentiellement d'un réseau de télex qui reliait les entreprises à un ordinateur central situé à Santiago qui était contrôlé suivant les principes de la cybernétique. Le principal architecte de ce système était le scientifique britannique Anthony Stafford Beer.
Le projet initial de Stafford Beer et de son équipe consistait à instaurer un système où les travailleurs, au sein de conseils, auraient pu délibérer démocratiquement dans le domaine de la production. Cela aurait pu permettre d'instaurer un socialisme radicalement démocratique, où les ouvriers seraient véritablement les décideurs au sein de la production, se démarquant ainsi du régime soviétique. Le but est donc d'instaurer une forme de système d'auto-gestion à l'échelle d'un pays. Stafford Beer voulait qu'il y ait une transmission rapide des données économiques entre le gouvernement et les ateliers de production. Egalement, il y avait l'idée par la suite de prolonger cette expérience avec un système de référendum participatif électronique nommé « Cyberfolk ».

## Autres expériences et tentatives de conseils
- Pologne : la Révolution polonaise en 1905[7], l'insurrection de Grande-Pologne (1918-1919), le soulèvement de Poznań en 1956
- Mexique : la révolte au Chiapas de 1994, la municipalité de Morelos (en) (1913-1917)
- L'Autriche en 1918
- Ukraine : la Makhnovchtchina en 1918
- Hongrie : Révolution hongroise de 1956
- Italie : le Biennio rosso (1919-1920), mouvements sociaux en 1968
- Chine : Shangaï en 1967
- Corée : Région autonome de Shinmin (1929-1931)
- Espagne : Révolution sociale espagnole de 1936, révolution de 1934, révolution asturienne (1934)
- Tchécoslovaquie : Printemps de Prague en 1968
- Chili, de 1970 à 1973 : la Centrale unique des travailleurs du Chili (les cordones industriales), le Projet Cybersyn
- Iran : révolution iranienne[8],[9], la république socialiste soviétique perse du Gilan (1920-1921)
- États-Unis : la grève générale de Seattle (1919)
- Géorgie : la République (autoproclamée) de Gourie (1902-1906)
- Algérie : au lendemain de la guerre d'Algérie, il y a eu une certaine généralisation de l'autogestion ouvrière. Celle-ci a ensuite été réprimée par les forces conservatrices du pays[10],[11].
- Le Rojava[12]

## Personnalités conseillistes

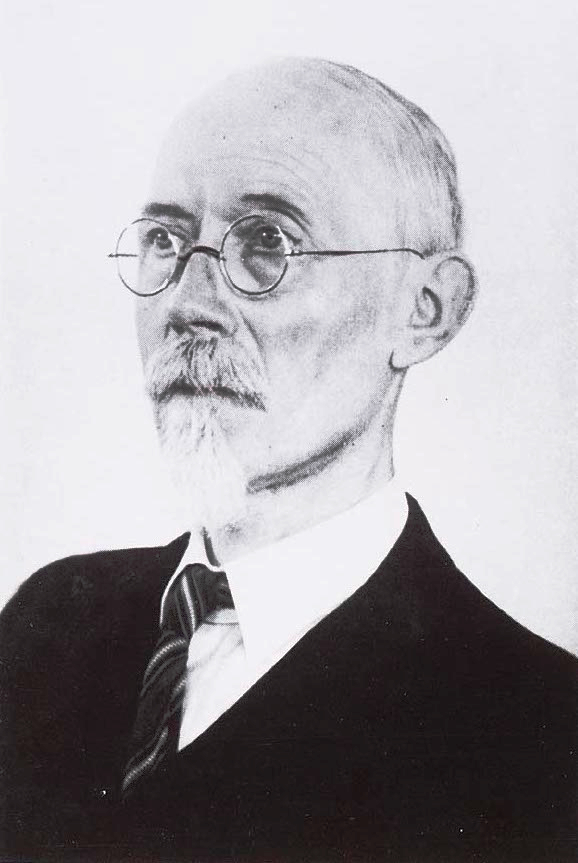
Anton Pannekoek, penseur marxiste du conseillisme.

Les conseillistes sont ceux qui prônent le pouvoir des conseils ouvriers. Il s’agit en premier lieu des communistes de conseils, parfois désignés aussi comme « conseillistes » : courant d'extrême gauche, ses théoriciens les plus connus sont Anton Pannekoek, Karl Korsh et Paul Mattick (ce courant se revendique aussi parfois de Rosa Luxemburg). On peut également citer le luxemburgisme, qui défend la démocratie des conseils. Dans cette lignée, les situationnistes ont également milité pour le pouvoir des conseils de travailleurs.
Des anarchistes comme Gustav Landauer et Erich Mühsam, qui ont l'un et l'autre participé à la République des conseils de Bavière en 1919, se sont aussi déclarés partisans des conseils ouvriers. Erich Mühsam écrivit notamment une Marseillaise des conseils ouvriers.
Hannah Arendt a aussi défendu le conseillisme, notamment dans son Essai sur la révolution, avec une nuance toutefois : elle prône toute forme de conseils constitués spontanément, et non spécifiquement des conseils ouvriers. Elle a parlé de « ces conseils révolutionnaires - conseils d’ouvriers et de soldats - qui depuis plus d’un siècle apparaissent avec une parfaite régularité dans le champ d’action de l’histoire, dès que le peuple dispose pour quelques jours, pour quelques semaines ou quelques mois, de la chance de suivre son propre entendement politique sans être mis en laisse par un parti ou sans être mené par un gouvernement. »

### L'intérêt des conseils ouvriers dans une stratégie révolutionnaire communiste selon Anton Pannekoek
Anton Pannekoek est un marxiste considérant que la phase de la dictature révolutionnaire du prolétariat doit s'incarner par les conseils de travailleurs. S'il y a éventuellement des élections, alors les élus sont des délégués révocables à tout instant (mandat impératif). Les conseils, dès le début de la révolution, contribuent au dépérissement de l'État. Les conseils ouvriers sont en même temps une garantie de la montée du communisme dans le processus révolutionnaire. Contrairement à la logique de Lénine optant pour un parti d'avant-garde de professionnels révolutionnaires prenant le contrôle de l'appareil d'État, Anton Pannekoek considère que ce qui doit organiser la révolution sous la dictature du prolétariat sont les conseils ouvriers démocratiques : 

« L'organisation conseilliste incarne la dictature du prolétariat. Il y a plus d'un demi-siècle, Marx et Engels ont expliqué comment la révolution sociale devait amener la dictature du prolétariat et comment cette nouvelle expression politique était indispensable à l'introduction de changements nécessaires dans la société. Les socialistes qui ne pensent qu'en termes de représentation parlementaire, ont cherché à excuser ou à critiquer cette infraction à la démocratie et l'injustice qui consiste selon eux à refuser le droit de vote à certaines personnes sous prétexte qu'elles appartiennent à des classes différentes. Nous pouvons voir aujourd'hui comment le processus de la lutte de classes engendre naturellement les organes de cette dictature : les soviets [les conseils]. »

 De plus, l'intérêt d'une révolution communiste basée sur les conseils est de pouvoir détruire l'État capitaliste (en lien avec la notion marxiste de dépérissement de l'État). Cette logique conseilliste s'oppose au léninisme, le léninisme considérant comme nécessaire l'instauration d'un « État prolétarien » temporaire gouverné par un parti communiste d'avant-garde discipliné. Anton Pannekoek, dans son article sur Les conseils ouvriers en 1936, explique la destruction de l'État via l'émergence des conseils : 

« À partir du moment où le mouvement révolutionnaire acquiert un pouvoir tel que le gouvernement en est sérieusement affecté, les conseils ouvriers deviennent des organes politiques. Dans une révolution politique, ils incarnent le pouvoir ouvrier et doivent prendre toutes les mesures nécessaires pour affaiblir et pour vaincre l'adversaire. Tels une puissance en guerre, il leur faut monter la garde sur l'ensemble du pays, afin de ne pas perdre de vue les efforts entrepris par la classe capitaliste pour rassembler ses forces et vaincre les travailleurs. Ils doivent en outre s'occuper de certaines affaires publiques qui étaient autrefois gérées par l'État : la santé et la sécurité publique, de même que le cours interrompu de la vie sociale. Ils ont enfin à prendre la production en main, ce qui représente la tâche la plus importante et la plus ardue de la classe ouvrière en situation révolutionnaire. [...] Et de même, dans la révolution prolétarienne, la nouvelle classe montante doit-elle créer ses nouvelles formes d'organisation qui, petit à petit, au cours du processus révolutionnaire, viendront remplacer l'ancienne organisation étatique. En tant que nouvelle forme d'organisation politique, le conseil ouvrier prend finalement la place du parlementarisme, forme politique du régime capitaliste. [...] Engels avait écrit que l'Etat disparaîtrait avec la révolution prolétarienne ; qu'au gouvernement des hommes succéderait l'administration des choses. À l'époque, il n'était guère possible d'envisager clairement comment la classe ouvrière prendrait le pouvoir. Mais nous avons aujourd'hui la preuve de la justesse de cette vue. Dans le processus révolutionnaire, l'ancien pouvoir étatique sera détruit et les organes qui viendront le remplacer, les conseils ouvriers, auront certainement pour quelque temps encore des pouvoirs politiques importants afin de combattre les vestiges du système capitaliste. Toutefois, leur fonction politique se réduira graduellement en une simple fonction économique : l'organisation du processus de production collective des biens nécessaires à la société. »

### Poème de l'anarchiste Erich Mühsam sur les conseils ouvriers
L'anarcho-communiste Erich Mühsam a participé à la République des conseils de Bavière en 1919. En 1920, il a écrit un poème au sujet des conseils comme organes de la révolution socialiste.
| La Marseillaise des conseils ouvriers (1920) - Erich Mühsam \| Langue originale (allemand) \| Traduction française \| \| Wie lange, Völker, wollt ihr säumen? Der Tag steigt auf, es sinkt die Nacht. Wollt ewig ihr von Freiheit träumen, da schon die Freiheit selbst erwacht? Vernehmt die Rufe aus dem Osten! Vereinigt euch zu Kampf und Tat! Die Stunde der Befreiung naht! Laßt nicht den Stahl des Willens rosten! - (Refrain) Auf, Völker, in den Kampf! Zeigt euch der Brüder wert! Die Freiheit ist das Feldgeschrei, die Räte sind das Schwert! - Der Reiche bangt um seine Renten. Er kauft der Wähler große Zahl, und das Geschwätz in Parlamenten beschützt sein heiliges Kapital. Verlorne Mühe, auszujäten, was fruchtbar aus dem Boden schießt! Schweig, Reicher, still! Das Volk beschließt, das freie Volk in seinen Räten! Auf, Völker, in den Kampf! usw. - Auf, Arbeitsmann, Soldat und Bauer! Schafft Räte aus den eignen Reihn! Und stoßt damit die morsche Mauer jahrhundertalter Knechtschaft ein! Längst steht der Russe auf dem Walle. Ihm folgt der tapfere Magyar. Wie lange säumst du, Proletar? Wie lange säumt ihr Völker alle? Auf, Völker, in den Kampf! usw. - Es gilt den letzten Hieb zu führen. Zu brechen gilt’s den Herrscherwahn. Laßt uns die Glut des Kampfes schüren. Dem Sozialismus freie Bahn! Was einst die Lehrer uns verkündet: in Trümmer sinkt die alte Welt. Auf ihre Räte Recht gestellt, so stehn die Völker frei verbündet! Auf, Völker, in den Kampf! usw. \| Jusqu'à quand, ô peuples, tarderez-vous ? Le jour se lève, la nuit tombe. Si vous voulez rêver de liberté pour toujours, quand la liberté elle-même s'éveille ? Écoutez les appels de l’Est ! Unissons-nous dans le combat et l’action ! L’heure de la libération est proche ! Ne laissez pas l’acier de la volonté rouiller ! - (Refrain) Debout, peuples, au combat ! Montrez-vous dignes des frères ! La liberté est le cri de guerre, les conseils sont l'épée ! - Les riches craignent pour leurs retraites. Il achète un grand nombre d'électeurs, et les bavardages dans les parlements protège son capital sacré. Effort gaspillé pour éliminer, ce qui pousse fructueusement hors de la terre ! Tais-toi, homme riche, tais-toi ! Le peuple décide, le peuple libre dans ses conseils ! Debout, peuples, au combat ! etc. - Lève-toi, ouvrier, soldat et paysan ! Créez des conseils à partir de vos propres rangs ! Et ainsi pousse le mur pourri un esclavage vieux de plusieurs siècles ! Les Russes sont depuis longtemps sur le rempart. Il est suivi par le brave Hongrois. Combien de temps tardes-tu, prolétaire ? Jusqu'à quand tarderez-vous, vous tous, peuples ? Debout, peuples, au combat ! etc. - Il est temps de porter le coup final. La folie des dirigeants doit être brisée. Allumons les braises de la bataille. Libre cours au socialisme ! Ce que les professeurs nous ont dit un jour : le vieux monde tombe en ruines. Sur la base de leurs conseils, ainsi les peuples sont librement unis ! Debout, peuples, au combat ! etc. \| | |
| Langue originale (allemand) | Traduction française |
| Wie lange, Völker, wollt ihr säumen? Der Tag steigt auf, es sinkt die Nacht. Wollt ewig ihr von Freiheit träumen, da schon die Freiheit selbst erwacht? Vernehmt die Rufe aus dem Osten! Vereinigt euch zu Kampf und Tat! Die Stunde der Befreiung naht! Laßt nicht den Stahl des Willens rosten! - (Refrain) Auf, Völker, in den Kampf! Zeigt euch der Brüder wert! Die Freiheit ist das Feldgeschrei, die Räte sind das Schwert! - Der Reiche bangt um seine Renten. Er kauft der Wähler große Zahl, und das Geschwätz in Parlamenten beschützt sein heiliges Kapital. Verlorne Mühe, auszujäten, was fruchtbar aus dem Boden schießt! Schweig, Reicher, still! Das Volk beschließt, das freie Volk in seinen Räten! Auf, Völker, in den Kampf! usw. - Auf, Arbeitsmann, Soldat und Bauer! Schafft Räte aus den eignen Reihn! Und stoßt damit die morsche Mauer jahrhundertalter Knechtschaft ein! Längst steht der Russe auf dem Walle. Ihm folgt der tapfere Magyar. Wie lange säumst du, Proletar? Wie lange säumt ihr Völker alle? Auf, Völker, in den Kampf! usw. - Es gilt den letzten Hieb zu führen. Zu brechen gilt’s den Herrscherwahn. Laßt uns die Glut des Kampfes schüren. Dem Sozialismus freie Bahn! Was einst die Lehrer uns verkündet: in Trümmer sinkt die alte Welt. Auf ihre Räte Recht gestellt, so stehn die Völker frei verbündet! Auf, Völker, in den Kampf! usw. | Jusqu'à quand, ô peuples, tarderez-vous ? Le jour se lève, la nuit tombe. Si vous voulez rêver de liberté pour toujours, quand la liberté elle-même s'éveille ? Écoutez les appels de l’Est ! Unissons-nous dans le combat et l’action ! L’heure de la libération est proche ! Ne laissez pas l’acier de la volonté rouiller ! - (Refrain) Debout, peuples, au combat ! Montrez-vous dignes des frères ! La liberté est le cri de guerre, les conseils sont l'épée ! - Les riches craignent pour leurs retraites. Il achète un grand nombre d'électeurs, et les bavardages dans les parlements protège son capital sacré. Effort gaspillé pour éliminer, ce qui pousse fructueusement hors de la terre ! Tais-toi, homme riche, tais-toi ! Le peuple décide, le peuple libre dans ses conseils ! Debout, peuples, au combat ! etc. - Lève-toi, ouvrier, soldat et paysan ! Créez des conseils à partir de vos propres rangs ! Et ainsi pousse le mur pourri un esclavage vieux de plusieurs siècles ! Les Russes sont depuis longtemps sur le rempart. Il est suivi par le brave Hongrois. Combien de temps tardes-tu, prolétaire ? Jusqu'à quand tarderez-vous, vous tous, peuples ? Debout, peuples, au combat ! etc. - Il est temps de porter le coup final. La folie des dirigeants doit être brisée. Allumons les braises de la bataille. Libre cours au socialisme ! Ce que les professeurs nous ont dit un jour : le vieux monde tombe en ruines. Sur la base de leurs conseils, ainsi les peuples sont librement unis ! Debout, peuples, au combat ! etc. |